# Famille de Senarclens
La famille de Senarclens est une famille féodale suisse subsistante du pays de Vaud, actuel canton de Vaud, qui faisait partie à l'époque du Saint-Empire romain germanique. 
La famille subsiste en Suisse dans les cantons de Vaud, Genève et Zurich, en Allemagne et Autriche.

## Histoire
Au XIIe siècle, la famille de Senarclens possède des fiefs dans la baronnie de Cossonay, à Senarclens, Grancy, Gollion, Penthalaz, Vinzel et Luins. Le baron d'Estavayer dans sa Généalogie de la Maison de Senarclens fait remonter la famille à Guichard de Senarclens, chevalier, attesté en 1140. En 1164, Aymon de Senarclens, chevalier, fut témoin d’un acte confirmant des donations des Sires de Cossonay et Prangins à l’abbaye cistercienne de Bonmont. Louis de Charrière établit une filiation à partir d'Henri de Senarclens, chevalier, vivant en 1215. À partir du XIVe siècle, la famille s’installera sur la côte vaudoise, notamment à Dully, Vufflens et Bursins. Elle s’est alliée à plusieurs familles importantes du Pays de Vaud et bernoises, notamment les d'Allinges, Mestral, Gingins, Wattenwyl et d'Erlach. Plus tard, au XVIIIe siècle, les Senarclens s’engageront à l’étranger, en France, Hollande, Prusse et Autriche. Au XIXe siècle, une branche de la famille s'établit dans le Grand-duché de Hesse et une autre en Hollande.

## Personnalités
Louis de Senarclens, abbé de l'Abbaye du Lac de Joux de 1341 à 1370.
Pierre de Senarclens fut prieur de l’ile de Saint-Pierre de 1464 à 1482. Son passage au ministère laissa de belles peintures murales dans les salles du monastère. Il devient en 1482 abbé de l’abbaye bénédictine de Saint-Jean de Cerlier jusqu’à sa mort en 1501.
François de Senarclens, chevalier de la Cuiller, membre du Conseil des États de Vaud, fils de Pierre de de Senarclens et de Rolette de Mestral, épouse Andréane de Benoit le 8 juillet 1509. Fidèle au duc de Savoie, François de Senarclens est membre de la Confrérie des chevaliers de la Cuiller (fondée en octobre 1527). Au moment de la conquête bernoise, son château de Bursins fut en partie brulé et il fut sommé de renier sa foi catholique.
Claude de Senarclens (1517 - 1573), est né à Bursins en 1517 et décédé en 1573. Il est le fils de François de Senarclens, seigneur de Senarclens, Grancy, Perroy et du Rosey et d’Andreane de Benoit. Claude fut le dernier prieur de Perroy et Corcelles (Neuchâtel). Après des études à l’université de Bâle (1537 – 1540), il devint pasteur. Proche de Jean Calvin, il séjourna chez lui à Genève de 1540 à 1543 et étudia le droit à Paris les deux années suivantes. En janvier 1545, Le 27 mars 1546, il fut témoin de l'assassinat de Juan Díaz à Neuburg an der Donau, non loin de la ville de Regensburg, où celui-ci avait auparavant participé, avec Martin Bucer et Claude de Senarclens, au débat sur la religion convoqué par Charles Quint. Claude rédigea un compte-rendu exact de l'assassinat, qui fut publié avec une préface de Bucer sous le titre "Historia Vera De Morte Sancti uiri Ioannis Diazij Hispani".
Jean Calvin chargea Claude de Senarclens d’une importante mission auprès des réformateurs Melanchthon et Luther à Wittenberg et auprès de Martin Bucer à Strasbourg,. Le 26 octobre 1551, Claude de Senarclens épouse Catherine Chambrier. En 1552, il fut nommé conseiller d’État et lieutenant du gouverneur du comté de Neuchâtel par Jacques de Savoie, duc de Nemours et comte de Neuchâtel.
Henri de Senarclens (1727 – 1794), est né au château de Vufflens le 30 juillet 1727 et meurt en 1794. Il est le fils de Pierre Daniel de Senarclens, seigneur de Grancy et Vufflens et de Louise de Gingins. Il épouse sa cousine germaine Bégnine Françoise Veronique de Gingins, dite Nanette,. Il s’engage très jeune comme officier dans les armées étrangères, d’abord au service du roi de Sardaigne, puis comme capitaine lieutenant au régiment de Budé au service de la Hollande. Il atteint le grade de major de cavalerie et de dragons.
César-Auguste de Senarclens (1763 - 1836), est né en 1763 et mort en 1836. Il fut colonel d’un régiment suisse au service du roi de France. Il épousa Elisabeth de Loriol qui lui donnera 7 enfants : Auguste-Louis (né en 1794 et décédé en 1871), Louise-Catherine (née en 1796), Henriette (née en 1797 – décédée en 1822), Henri (né en 1803), Adolphe-Guillaume (né en 1805), Angletine (née en 1808) et Madeleine (née en 1811).
Onno Adolphe Marc Willem de Senarclens de Grancy (1780 – 1836) est né Den Dungen en Hollande le 30 juillet 1780 et est décédé le 19 juillet 1836 à Sint-Michielsgestel. Seigneur de Haanwijk, Boxtel et Liempde, il fut président du Conseil militaire et membre de l’Ordre Équestre dans les Provinces du Brabant Septentrional. Il siégea à l'Assemblée des notables au nom du département des Bouches du Rhin (Brabant) et vota le projet de constitution des Pays-Bas en mars 1814. Le 4 juin 1822, Guillaume 1er, roi des Pays-Bas lui reconnait le titre de baron transmissible par ordre de primogéniture. Il épousa Frederica Wilhelmina baronne van der Duyn (1791-1843),.
Auguste de Senarclens de Grancy (1794 - 1871), baron, est né au château d’Etoy le 19 août 1794 et mort château de Heiligenberg le 3 octobre 1871. Il est le fils aîné de César-Auguste de Senarclens (1763 – 1836). En 1815, il est nommé aide de camp du jeune prince Louis de Hesse et deviendra cinq plus tard major d’armée. Il recevra de Louis de Hesse le Château de Heiligenberg, près de Jugenheim. Auguste-Louis de Senarclens de Grancy sera promu lieutenant-colonel en 1825, colonel en 1830 et maréchal de camp en 1858. En 1836, le grand-duc Louis de Hesse le fait grand chambellan. Plusieurs sources relatent le fait qu’Auguste-Louis entretiendra une relation amoureuse avec la duchesse Wilhelmine de Hesse et qu’il serait le père biologique d’Alexandre de Hesse et Marie de Hesse,. À la suite de la mort de la grande duchesse, il épousera le 15 novembre 1836 la comtesse Louise von Otting-Fünfstetten (1810 – 1876), avec qui il aura six enfants : Wilhelmine (1837 – 1912), Louis (1839 – 1910), Marie (1840 – 1908), Henri (1845 – 1850), Albert (1847 – 1901) et Constance (1852 – 1933).
Adolphe-Guillaume-Ferdinand-Henri de Senarclens de Grancy (1805 - 1863), fils de César-Auguste de Senarclens et de Marie de Loriol est né en 1805. Il devint chambellan du grand-duc de Hesse-Darmstadt et major le 1er janvier 1846, commandant des gardes du corps le 13 avril 1848, lieutenant-colonel le 17 février 1856. En 1857, il fut envoyé comme ministre plénipotentiaire auprès des cours de France, Hollande et de Belgique. Il devint général-major le 5 février 1862 et mourut en 1863. Il fut grand-croix d'Isabelle d'Espagne, grand officier de l'ordre Léopold de Belgique, commandeur de l'ordre de Philippe de Hesse et du Lion néerlandais, chevalier de l'ordre russe de Saint-Wladimir. Il épousa Sophie Gravelius dont il eut quatre enfants : Emil Théodor (1871-1925), major de dragons autrichiens, marié en 1901 avec Eugénie Palme-König, dont postérité ; Marie (1840-1908), mariée en 1901 avec Heinrich von Hesse (1827-1895), dont postérité ; Marie Sophie Dorothée (1845- après 1911), mariée en 1866 avec Rudolf Julius von Muralt ; Adelheid (1846- après 1911), non marié.
Louis de Senarclens-Grancy (1839 – 1910), est le fils du grand chambellan Auguste-Louis de Senarclens de Grancy et de la comtesse Louise von Otting und Fünststetten. Avocat et fonctionnaire allemand, il fut premier juge, puis gouverneur de district du Grand-Duc de Hesse, directeur provincial et président du Kunstverein du Grand-Duché de Hesse. Il épousa la baronne Amalie von Löw zu Steinfurth (1852 – 1936) et eu quatre filles : Marie Luise (1871 – 1943), Elisabeth Wilhelmine (1874 – 1944), Camilla Helmine Rosamunde Constance (1876 – 1944), et Amelie Wilhelmine Maria (1884 – 1944) ; les trois cadettes décédèrent le 11 septembre 1944 lors du bombardement anglais de Darmstadt.
Arthur de Senarclens (1847 – 1935), docteur en droit de la faculté de Heidelberg, il fut nommé en 1874 professeur de droit romain à l’Académie de Lausanne et en 1883 à l’Université de Liège, en Belgique. Commandeur de l’Ordre de Léopold, décoré de la croix civique belge de première classe,.
Alexandre-Louis de Senarclens-Grancy (1884 – 1964), est né le 25 août 1880 à Vught (Nord Brabant, Hollande). Il s’engagea dans la marine impériale allemande. En 1908, il atteint le grade de lieutenant-capitaine et sera promu par la suite lieutenant-commandant. En 1913, il fut embauché comme diplomate militaire des services diplomatique de l’Empire Allemand et sera posté en tant qu’attaché de la marine allemande à Rome, Athènes et Stockholm. Il réalisera plusieurs missions en Turquie et aux États-Unis. Après la première guerre mondiale, il devient l’aide de camp de l'ancien empereur allemand Guillaume II pendant son exil à Doorn (Pays-Bas). En tant qu'agent de confiance de l'ancien empereur, dans les années 1920, il s’engagera en vain au rétablissement de la monarchie et des Hohenzollern en Allemagne. Collectionneur passionné, il fera don de sa collection d’objets d’art à l’Institut Archéologique de l’Université de Mayence. Il est décédé en 1964.
Aymon de Senarclens (1904 – 1970), est né le 2 mai 1905 et décédé le 22 juillet 1970. Il fut membre du Conseil d'État à Genève (25 novembre 1945 - 9 décembre 1957) et conseiller national suisse (6 décembre 1943 – 4 décembre 1955),. Dans les années 1950, en tant que chef du département de l'intérieur et de l'agriculture, Aymon de Senarclens remania complètement les bois de Versoix et Jussy et mis en place une nouvelle politique de conservation des forêts genevoises.
Jacques de Senarclens, né le 12 décembre 1914 et décédé le 26 novembre 1971 dans la même ville, demi-frère d'Aymon de Senarclens. Après des études à Bâle et à l’Université de Hartford aux États-Unis, disciple de Karl Barth, il est pasteur, professeur de théologie systématique à l’Université de Genève (de 1960 à 1970) et doyen de la faculté de théologie (de 1967 à 1970). Soucieux de l’étude des textes bibliques, il crée en 1945 un centre d’étude protestante et reprend les éditions Labor et Fides,.

## Armoiries
- Armes : d’or à la bande d’azur, chargée de trois molettes d’éperon d’or
- Cimier : une tête et un col de cygne d’argent
- Devise : Sans décliner
- Cri : Vaillance de Senarclens[1],[37].